# Japanse struikzanger
De Japanse struikzanger (Horornis diphone synoniem:Cettia diphone) is een zangvogel uit de familie van Cettiidae. De vogel komt behalve in Japan, waar de vogel uguïsu (Japans: 鶯, uguisu) wordt genoemd, ook voor als overwinteraar in China, de Filipijnen, Noord-Korea, Rusland, Taiwan en Zuid-Korea. Daarnaast is de soort op Hawaï (de vijftigste staat van Verenigde Staten) geïntroduceerd.

## Kenmerken
De Japanse struikzanger is een schuwe vogel, die vaker wordt gehoord dan gezien, met een grijsbruin verenkleed. De vogel is vrij groot in vergelijking met de andere soorten uit het geslacht, gemiddeld 18 cm lang. Kenmerkend is de dofbruine kruin. De vogel wordt normaal gesproken alleen in het voorjaar waargenomen als de bomen nog bladloos zijn.

## Verspreiding en status
Er zijn vier ondersoorten:
- H. d. riukiuensis (broedt op Zuid-Sachalin, Zuid-Koerilen en overwintert zuidelijker tot op Taiwan)
- H. d. cantans (broedt in het midden en zuiden van Japan en het noorden van de Riukiu-eilanden)
- H. d. restrictus (broedt op de Daitō eilanden, Borodino en zuidelijke Riukiu-eilanden - mogelijk uitgestorven)
- H. d. diphone (Izu-eilanden, Bonineilanden)

De geïntroduceerde populatie op Hawaï bevindt zich vooral op het eiland Oahu en breidt zich uit over andere eilanden.
Het is een vogel van dichte bossen en struikgewas. In de overwinteringsgebieden verblijft de vogel tot op 1500 m boven de zeespiegel.

## Status
De Japanse struikzanger heeft een enorm groot verspreidingsgebied en daardoor alleen al is de kans op de status kwetsbaar (voor uitsterven) gering. De grootte van de populatie is niet gekwantificeerd en wordt stabiel geacht. Daarom staat deze struikzanger als niet bedreigd op de Rode Lijst van de IUCN.

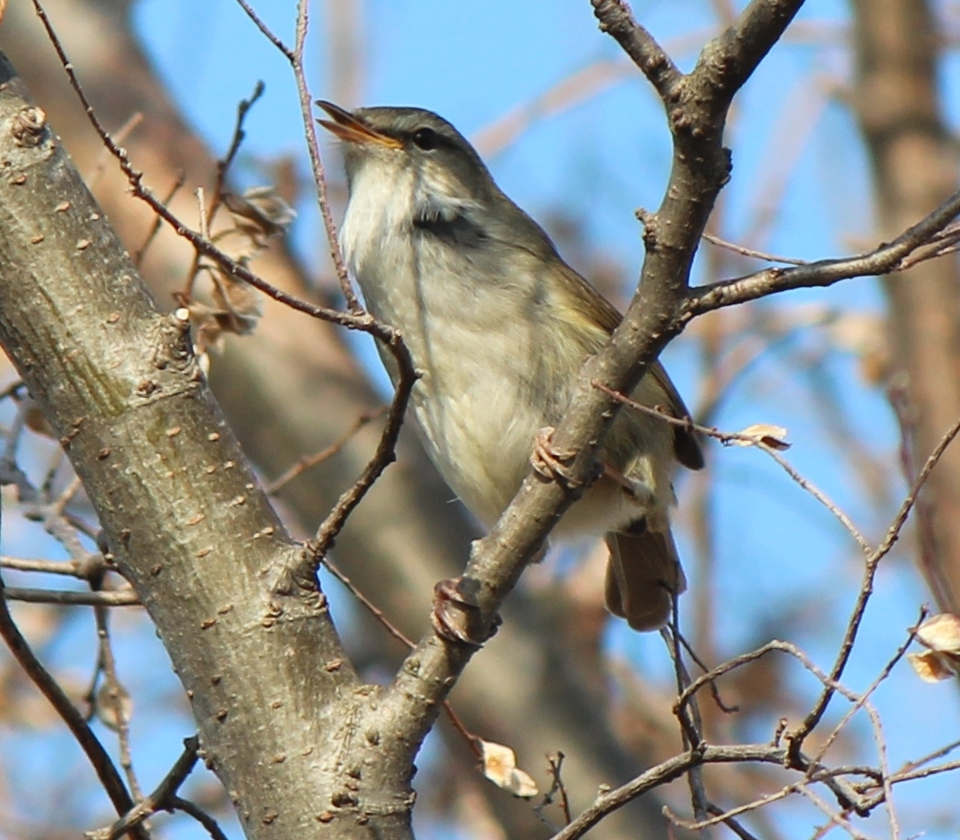
roepende Japanse struikzanger

## Geluid

### Lentebode
Deze vogel heeft een uitgesproken territorium en partnerroep die vanaf het begin van de lente gehoord wordt. Japanners beschouwen de zang van de Japanse struikzanger, samen met de terugkeer van de boerenzwaluw, als de aankondiging van de lente.
De sterke relatie tussen lente en de Japanse struikzanger blijkt ook uit de bijnamen die deze vogel in het Japans heeft: haru-dori ("lentevogel"), haru-tsuge-dori ("lente-aankondigende-vogel") en hanami-dori ("bloesem-kijken vogel"). Deze laatste bijnaam verwijst naar het luisteren naar de struikzanger tijdens het kijken naar de kersenbloesem.
Twee andere bijnamen voor de Japanse struikzanger zijn uta-yomi-dori ("gedicht lezende vogel") en kyo-yomi-dori ("sutra lezende vogel"). Deze bijnamen zijn afkomstig van de transcriptie van de zang van de struikzanger als "Hō-hoke-kyo", een frase die voorkomt in de Lotussoetra.
In het Engels heeft de zang van de Japanse struikzanger geleid tot de bijnaam Japanese Nightingale, ook al zingt de Japanse struikzanger niet 's nachts.
In de winter is de zang een lage tsjirp; in haiku wordt de vogel met deze roep sasako genoemd.

### Geuidsopnamen
- Zang 1ⓘ: Pi pi pi... kekyo kekyo Hooo- hoke'kyo Hoohokekyo. Jonge Japanse struikzangers moeten de zang nog leren van anderen uit hun omgeving.
- Zang 2ⓘ: Hooo- hokekyo, hooo- hokekyo. Zang van twee Japanse struikzangers in broedtijd.
- Zang 3ⓘ: Hoohokekyo
- Zang 4ⓘ: Hoohokekyo
- Zang 5ⓘ: Hoohokekyo

## Rol binnen andere Japanse tradities

### Stemgeluid
Een uguisu-jō (jō = vrouw) is een vrouwelijke omroepster bij honkbalwedstrijden, voor mededelingen van politici in de aanloop naar verkiezingen. Ook worden zij ingezet voor de promotie van producten bij de ingang van winkels. Deze vrouwen worden zo genoemd vanwege hun "zangerige" stemmen.

### Architectuur
In de Japanse architectuur is er ook een soort vloer die bekendstaat als uguisubari (bari = vloer). Deze vloer is ontworpen om een tsjirpend geluid te maken dat lijkt op de winterzang van de struikzanger als er over de vloer wordt gelopen. Deze vloeren zijn een beveiliging om een slapend persoon te waarschuwen voor de nadering van een ninja. Voorbeelden kunnen worden gezien in de Eikan-dō tempel, kasteel Nijō en de Chion-in tempel in Kioto.

### Cosmetica
De vogeluitwerpselen bevatten een enzym dat lange tijd werd gebruikt als schoonheidsmiddel om de huid te bleken en rimpels te maskeren. Ook werden de vogeluitwerpselen gebruikt om vlekken uit een kimono te verwijderen. De gedroogde vogeluitwerpselen worden "uguïsupoeder" genoemd.